# نلی پریوالووا
نلی پریوالووا (استونیایی: Nelli Privalova؛ زادهٔ ۷ فوریهٔ ۱۹۴۵) روزنامه‌نگار، سیاستمدار و نماینده سابق مجلس اهل استونی است.